# Giuseppe Giordani

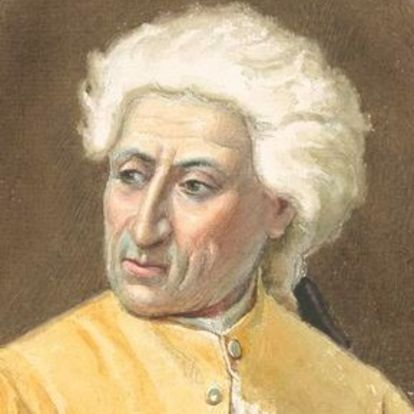
Ritratto di Giuseppe Giordani

Giuseppe Giordani, soprannominato Giordanello (Napoli, 19 dicembre 1751 – Fermo, 4 gennaio 1798), è stato un compositore italiano.

## Biografia e opere
Figlio di Domenico Giordani e Anna Maria Tosato, studiò da giovane al Conservatorio di Santa Maria di Loreto sotto l'insegnamento di Gennaro Manna, Antonio Sacchini, Pietro Antonio Gallo e Fedele Fenaroli; tra i suoi compagni di studi ebbe Domenico Cimarosa e Nicola Antonio Zingarelli. Nel 1774 fu nominato maestro soprannumerario della cappella del Duomo di Napoli (la celebre Cappella del Tesoro di San Gennaro) in sostituzione di Manna. In questo periodo, oltre alla composizione di musica sacra, si occupò anche dell'attività didattica.
Il 25 maggio 1779 sposò la cantante Emanuela Cosmi e nell'autunno dello stesso anno debuttò come operista con il dramma L'Epponina, con il quale inaugurò il Teatro della Palla a Corda di Firenze. Da quest'anno al 1796 scrisse ben 40 lavori, tra i quali opere serie, opere buffe e oratori. Nel 1780 entrò all'Accademia Filarmonica di Modena e successivamente anche in quella di Parma. Nel 1787 al teatro San Carlo di Napoli diede La distruzione di Gerusalemme (libretto di Carlo Sernicola), che fu in assoluto il primo dramma sacro ad essere rappresentato in un teatro: questo lavoro riscosse molto successo tant'è che venne ricordato anche dal famoso scrittore tedesco Johann Wolfgang von Goethe, presente alla rappresentazione, nel suo saggio Italienische Reise, L'anno successivo inaugurò il Teatro Comunale di Faenza con il suo Cajo Ostilio.
Il 14 febbraio 1789, dopo il successo ottenuto dalla messa in scena de La disfatta di Dario con Giacomo David al Teatro alla Scala di Milano, ricevette il posto di maestro di cappella della Cattedrale di Fermo; il 4 agosto affiancò pure quello di organista e il 4 novembre 1791 occupò le stesse due posizioni anche per la Chiesa di Santo Spirito. Con la rappresentazione de La morte di Abele e de La distruzione di Gerusalemme inaugurò il Teatro dell'Aquila di Fermo. Nella sua Ines de Castro, data a Venezia nel 1793 con Giacomo David, Gaspare Pacchierotti e Brigida Banti al Teatro La Fenice, si denotano già i canoni tipici delle opere serie del tardo Settecento, caratterizzate dalla presenza di unità sceniche più articolate e complesse ed introduzioni di passaggi corali. Trascorse i suoi ultimi anni nelle Marche dedicandosi principalmente alla composizione di musica sacra e oratori.
Al suo tempo Giordani godette di un'elevata reputazione: i suoi lavori erano allestiti non solo nei teatri italiani, ma anche a Lisbona, Dresda e Madrid.